# Francesco Barilli
Francesco Barilli (Parma, 4 de febrer de 1943) és un director, guionista i actor de cinema italià.

## Biografia
Era nebot del pintor Cecrope Barilli. Després d'estudiar a l'institut d'art de Parma, col·labora com a ajudant voluntari amb el director Antonio Pietrangeli a la pel·lícula La parmigiana (1963), en la qual també obté un petit paper com a actor. L'any següent Bernardo Bertolucci l'escull com a protagonista per Prima della rivoluzione. Poc després es va traslladar a Roma col·laborant amb els germans Bazzoni i Vittorio Storaro en diversos curtmetratges i documentals en diferents papers: actor, ajudant i escenògraf. El més important d'aquests treballs és L'urlo, un curtmetratge de ciència-ficció en el qual interpreta el protagonista que es va presentar amb èxit a Canes l'any 66 i que l'any següent li va valer a Storaro un premi especial als Nastri d'argento 1966.
L'any 1968, després d'haver treballat com a ajudant de direcció en les dues primeres pel·lícules de Camillo Bazzoni, va debutar com a director amb el curtmetratge naturalista Nardino sul Po, que va ser programat per la Rai. Posteriorment escriu el guió de dues pel·lícules: Chi l'ha vista morire? d'Aldo Lado, protagonitzat per George Lazenby, i Il paese del sesso selvaggio d'Umberto Lenzi, que inaugura la temporada de cinema caníbal. Temps després també va signar el guió de La gabbia, un melodrama eròtic dirigit per Giuseppe Patroni Griffi i interpretat per Laura Antonelli, Tony Musante i Florinda Bolkan. El 1974 va dirigir el seu primer llargmetratge, Il profumo della signora in nero, del que també és guionista, participant als Festivals de San Francisco i Sitges, obtenint bons resultats a la taquilla italiana. Tres anys més tard va dirigir una altra pel·lícula de terror, Pensione paura, interpretada per Luc Merenda i Francisco Rabal, i que passa semi-desapercebuda a la seva estrena als cinemes. L'any 1991 va dirigir l'episodi “Le Chiese di legno” di La domenica specialmente, pel·lícula col·lectiva escrita per Tonino Guerra; la resta d'episodis estan dirigits per Giuseppe Tornatore, Marco Tullio Giordana i Giuseppe Bertolucci.
Posteriorment va escriure per televisió Giorni da Leone (2002), amb Luca Barbareschi, i el documental Poltrone rosse – Parma e il cinema, presentat a la Mostra de Venècia del 2014 i candidat als Nastri d'argento. També va dirigir més documentals i pel·lícules industrials per empreses italianes com Bauli, FIAT, SIP, Pavesi, Scottex i Uliveto.

## Filmografia com a director

### Cinema
- Nardino sul Po - curtmetratge (1968)
- Il profumo della signora in nero (1974)
- Pensione paura (1977)
- La domenica specialmente - (episodi: Le chiese di legno) (1991)
- La casa nel vento dei morti - (2012)
- L'urlo - curtmetratge (2019)

### Televisió
- Una mattina come le altre - telefilm (1981)
- Il caso Martinengo - especial TV (1985)
- Il tavoliere, la Puglia dei Dauni - documental TV Geo & Geo (1994)
- Le paludi di Ravenna - documental TV Geo & Geo (1995)
- Comacchio, il paese delle acque - documental TV Geo & Geo (1995)
- Grado e Marano, il Friuli delle lagune - documental TV Geo & Geo (1996)
- Il Salento, paradiso di pietra e di mare - documental TV Geo & Geo (1996)
- Lecce e la terra degli olivi - documental TV Geo & Geo (1996)
- Giorni da Leone - minisèrie TV (2002)
- Giorni da Leone 2 - minisèrie TV (2006)

### Documentals
- Storia della Repubblica di San Marino (1980)
- Cinecittà 50 (1987)
- Casa Barilli (1997)
- Erberto Carboni (1998)
- L'immensa foresta tra la Toscana e la Romagna (1999)
- Giuseppe Verdi (2000)
- Parma e la sua terra (2003)
- Il Palazzo ducale e il Bertoja a Parma (2005)
- La vita di Giovannino Guareschi (2009)
- Poltrone rosse - Parma e il cinema (2014)
- Il Regio nel paese del melodramma (2015)
- I colori di Benedetto detto Antelami (2017)

## Actor
- La parmigiana, dirigida per Antonio Pietrangeli (1963)
- Prima della rivoluzione, dirigida per Bernardo Bertolucci (1964)
- L'urlo, dirigida per Camillo Bazzoni - curtmetratge (1966)
- Sabato italiano, dirigida per Luciano Manuzzi (1992)
- La famiglia Ricordi, dirigida per Mauro Bolognini - minisèrie TV (1993)
- Uomini senza donne, dirigida per Angelo Longoni (1996)
- Casa Barilli, dirigida per Francesco Barilli - documental (1997)
- Avvocati, dirigida per Giorgio Ferrara - minisèerie TV (1998)
- Giuseppe Verdi, dirigida per Francesco Barilli - documental (2000)
- Il lato oscuro, dirigida per Gianpaolo Tescari - minisèrie TV (2002)
- L'altra donna, dirigida per Anna Negri - telefilm (2002)
- Giorni da Leone, dirigida per Francesco Barilli - minisèrie TV (2002)
- Il solitario, dirigida per Francesco Campanini (2008)
- La penna di Hemingway, dirigida per Renzo Carbonera - curtmetratge (2011)
- Sotto il vestito niente - L'ultima sfilata, dirigida per Carlo Vanzina (2011)
- La casa nel vento dei morti, dirigida per Francesco Campanini (2012)
- Poltrone Rosse - Parma e il cinema, dirigida per Francesco Barilli - documental (2014)
- A.A. professione attrice, dirigida per Rocco Talucci - documental (2015)

## Guionista
- Nardino sul Po, dirigida per Francesco Barilli - curtmetratge (1968)
- Chi l'ha vista morire?, dirigida per Aldo Lado (1972)
- Il paese del sesso selvaggio, dirigida per Umberto Lenzi (1972)
- Il profumo della signora in nero, dirigida per Francesco Barilli (1974)
- Pensione paura, dirigida per Francesco Barilli (1978)
- Una mattina come le altre, dirigida per Francesco Barilli - telefilm (1981)
- La gabbia, dirigida per Giuseppe Patroni Griffi (1985)
- Cinecittà 50, dirigida per Francesco Barilli - documental (1987)
- Giorni da Leone, dirigida per Francesco Barilli - minisèrie TV (2002)
- Giorni da Leone 2, dirigida per Francesco Barilli - minisèrie TV (2006)
- Poltrone Rosse - Parma e il cinema, dirigida per Francesco Barilli - documental (2014)
- L'urlo, dirigida per Francesco Barilli - curtmetratge (2019)

## Ajudant de director
- Vivo per la tua morte, dirigida per Camillo Bazzoni (1968)
- Commando suicida, dirigida per Camillo Bazzoni (1968)